# جيرار كارون (مصمم)
جيرار كارون (بالفرنسية: Gérard Caron)‏ هو مصمم فرنسي، ولد في 30 أغسطس 1938 في فرنسا.